# Maria Cortina
Maria Cortina i Pascual (1879-1954) fue una pedagoga española nacida en Reus que desarrolló su tarea durante el siglo XX. Fundó en 1899 la escuela conocida como Ca doña Maria Cortina, toda una institución a nivel local, con una enseñanza de calidad pero de pago, con alumnos uniformados, todos chicas excepto en párvulos. Allí trabajó como maestra y directora. Murió en Reus el 1954 y se le dedicó una calle. Con la democracia la escuela de Maria Cortina, que había cambiado el nombre a Mare de Deu de Misericordia, se hizo más accesible a otras clases sociales, y modernamente adoptó el nombre de "Escola Maria Cortina".
- Datos: Q9028853